# Monnina pseudosalicifolia
Monnina pseudosalicifolia är en jungfrulinsväxtart som beskrevs av Ramón Alejandro Ferreyra. Monnina pseudosalicifolia ingår i släktet Monnina och familjen jungfrulinsväxter. Inga underarter finns listade i Catalogue of Life.